# 삼가중학교
삼가중학교(三嘉中學校)는 대한민국 경상남도 합천군 삼가면 일부리에 있는 공립 중학교이다.

## 학교 연혁
- 1952년 5월 8일 : 삼가중학교 개교(6학급)
- 1953년 5월 21일 : 삼가중학교 설립 인가(공립)
- 1974년 9월 10일 : 본관 7실 및 현관 증축
- 1995년 11월 13일 : 다목적 강당 신축
- 2012년 3월 1일 : 쌍백중학교 삼가중학교로 통폐합
- 2013년 3월 1일 : 특수학급 신설
- 2016년 11월 29일 : 2017학년도 3학급 인가
- 2023년 2월 10일 : 제69회 졸업식(총 졸업생수 10,858명)
- 2023년 3월 2일 : 2023학년도 입학식(9명 입학)
- 2023년 9월 1일 : 제29대 교장 문종갑 취임

## 참고 자료
- 삼가중학교 - 한국교육학술정보원 학교알리미